# Ústřední rada odborů
Ústřední rada odborů, zkratka ÚRO, byla jednotná odborová organizace v Československu po roce 1945. Později působila jako řídící orgán odborového hnutí v době mezi sjezdy ROH.

## Historie
Za Protektorátu byly na území Čech a Moravy nuceně sjednoceny odborové organizace do Národní odborové ústředny zaměstnanecké (NOÚZ). Krátce před koncem okupace se v prostředí odboje utvořila Ústřední rada odborů, která převzala moc v odborových centrálách. 6. května 1945 ji Česká národní rada pověřila převzetím všech odborových organizací a majetků. Tuto skutečnost pak potvrdil i výnos ministerstva vnitra z 19. května 1945. Už 14. května jednal s předáky ÚRO o úkolech odborů v obnovené republice předseda vlády Zdeněk Fierlinger. Následujícího dne pak bylo publikováno Provolání Ústřední rady odborů k českému národu. 7. června 1945 byl předsedou ÚRO zvolen komunista Antonín Zápotocký. Během únorového převratu roku 1948 podpořila ÚRO politiku KSČ a na 22. únor svolala sjezd závodních rad.
V roce 1946 bylo zákonem z 16. května 1946 o jednotné odborové organizaci definováno jako celostátní organizace Revoluční odborové hnutí (ROH). I po vzniku ROH existovala Ústřední rada odborů. Byla řídícím orgánem ROH v době mezi sjezdy Revolučního odborového hnutí. ÚRO měla předsedu, generálního tajemníka a 118 členů volených sjezdem. Podle zákona o přebudování národního pojištění z roku 1951 byla ÚRO také vrcholným orgánem nemocenského pojištění. Na plenárním zasedání ÚRO v červenci 1952 došlo k nové reorganizaci odborových svazů, přičemž vodítkem bylo rozdělení jednotlivých rezortů ve vládě. Zároveň zůstala Slovenská odborová rada samostatně voleným orgánem.

## Školy práce ÚRO
Od září roku 1945 se rozhodla Ústřední rada odborů v Praze organizovat veškeré odborné vzdělávání pracujících „Školami práce Ústřední rady odborů”, jejichž účelem mělo být „odborného vzdělávání pracujícího lidu, jakož i důkladné politické a hospodářské výchovy těch, kdo budou povoláni k odpovědné budovatelské práci v lidově demokratické republice”. Závodní rady místních podniků, ústavů, úřadů a místní odborové rady vysílaly své důvěrníky do zřízených komisí pro Školy práce. Na doporučení těchto komisí a referentů pro odborné vzdělání u krajské rady odborů pak jmenovala a potvrzovala Ústřední komise pro odborné vzdělání v Praze vedoucí škol práce. Školy práce ÚRO se staly jedinými školami k provádění pokračujícího odborného vzdělání dospělých. Ve větších závodech mohly vznikat závodní Školy práce, dodatečně upravené zvláštními směrnicemi. Školy práce ÚRO pořádaly na základě zvláštních učebních plánů odborné kurzy pro všechna povolání, kromě toho zřizovaly i zvláštní učiliště pro dospělé dělníky a zaměstnance, kteří nemohli navštěvovat veřejné průmyslové školy.
Konkrétně jde o tento odborně vzdělávací program: vliv na volbu povolání dorostu, aktivní součinností v plánování, uskutečňování a kontrole odborného výcviku dorostu, pokračující odborné vzdělání a výcvik odborných dělníků, mistrů a vedoucích zaměstnanců pro úkoly dílenské pedagogiky, doplňování odborného vzdělání nevyučených a zaučených dělníků a soukromých zaměstnanců, v průmyslu, řemeslech, obchodu a pod. Odborné vzdělání dělníků a zaměstnanců, navazují na stupeň učňovský a vedoucí až k mistrovské znalosti a zdatnosti v oboru. Rovnocenné odborné vzdělaní pracujících žen, vyhledávaných nadaných dělníků a zaměstnanců a jejich přivedení k odbornému studiu, až k vysokoškolskému stupni, výcvik specialistů a celých kádrů pracovních pro zemědělství, průmysl, hospodářskou distribuci, zahraniční obchod a administrativní úkoly, přeškolování invalidních dělníků do jiných pracovních oborů a povolání, podporování výzkumnictví v oboru průmyslové technologie, organisace práce, hospodářství a správy.
Kladivo a srp: časopis komunistické strany Československa na Jihlavsku, 13.09.1945

## Všeodborové sjezdy a předsedové ÚRO
- I. všeodborový sjezd, duben 1946. Předsedou ÚRO Antonín Zápotocký.[9]
- II. všeodborový sjezd, prosinec 1949. Předsedou ÚRO Antonín Zápotocký.[10]
- III. všeodborový sjezd, květen 1955. Předsedou ÚRO František Zupka.[11]
- IV. všeodborový sjezd, květen 1959. Předsedou ÚRO František Zupka.[12]
- V. všeodborový sjezd, květen 1963. Předsedou ÚRO František Zupka.[13]
- VI. všeodborový sjezd, únor 1967. Předsedou ÚRO Miroslav Pastyřík.[14]
- VII. všeodborový sjezd, březen 1969. Předsedou ÚRO Karel Poláček.[15]
- VIII. všeodborový sjezd, červen 1972. Předsedou ÚRO Karel Hoffmann.[16]
- IX. všeodborový sjezd, květen 1977. Předsedou ÚRO Karel Hoffmann.[17]
- X. všeodborový sjezd, duben 1982. Předsedou ÚRO Karel Hoffmann.[18]
- XI. všeodborový sjezd, duben 1987. Předsedou ÚRO Miroslav Zavadil.[19]